# Futebol Clube do Porto 1986-1987
Questa voce raccoglie le informazioni riguardanti lo Futebol Clube do Porto nelle competizioni ufficiali della stagione 1986-1987.

## Stagione

Juary (qui al mundialito per club 1987), match winner della finale di Coppa dei Campioni.

Il Porto inizia la stagione vincendo la Supercoppa nazionale sul Benfica a novembre (5-3 nella doppia finale), quindi perde prima la coppa, uscendo in semifinale contro lo Sporting Lisbona (0-1), poi il campionato, arrivando alle spalle del Benfica.
Il club lusitano si rifà in Coppa Campioni: dopo aver eliminato Rabat Ajax (10-0 complessivo, quattro gol di Fernando Gomes all'andata), Vítkovice (3-1) e Brøndby (2-1), il Porto supera anche la Dinamo Kiev di Valeri Lobanovski sia all'andata sia al ritorno con un doppio 2-1, raggiungendo la finale della massima competizione europea.
Il 27 maggio del 1987, il Porto si gioca la competizione contro il Bayern Monaco: i tedeschi vanno avanti nel primo tempo con Ludwig Kögl. Nella ripresa il tecnico Artur Jorge toglie Quim e inserisce Juary, che a un quarto d'ora dalla fine s'inventa l'assist che consegna il pari ai portoghesi, a segno con una rete di tacco dell'algerino Madjer, da qui soprannominato come tacco di Allah. A dieci dal termine dell'incontro, Madjer restituisce il favore al brasiliano, che supera di testa l'estremo difensore Pfaff e insacca il definitivo 2-1. È la prima Coppa dei Campioni nella storia del Porto.

## Rosa
| N. |                       | Ruolo | Calciatore            |
| -- | --------------------- | ----- | --------------------- |
| -  | Polonia (bandiera)    | P     | Józef Młynarczyk      |
| -  | Portogallo (bandiera) | P     | Zé Beto               |
| -  | Portogallo (bandiera) | D     | Bandeirinha           |
| -  | Brasile (bandiera)    | D     | Celso                 |
| -  | Portogallo (bandiera) | D     | António Cerqueira     |
| -  | Portogallo (bandiera) | D     | João Pinto (capitano) |
| -  | Portogallo (bandiera) | D     | Eduardo Luís          |
| -  | Portogallo (bandiera) | D     | Eurico                |
| -  | Portogallo (bandiera) | D     | Festas                |
| -  | Portogallo (bandiera) | D     | Inácio                |
| -  | Portogallo (bandiera) | D     | Laureta               |
| -  | Portogallo (bandiera) | D     | Lima Pereira          |
| -  | Portogallo (bandiera) | D     | Sérgio                |
| -  | Portogallo (bandiera) | C     | André                 |
| -  | Portogallo (bandiera) | C     | António Sousa         |

| N. |                       | Ruolo | Calciatore      |
| -- | --------------------- | ----- | --------------- |
| -  | Brasile (bandiera)    | C     | Elói            |
| -  | Portogallo (bandiera) | C     | Frasco          |
| -  | Portogallo (bandiera) | C     | Jaime Magalhães |
| -  | Portogallo (bandiera) | C     | Jaime Pacheco   |
| -  | Portogallo (bandiera) | C     | Quim            |
| -  | Portogallo (bandiera) | C     | Semedo          |
| -  | Portogallo (bandiera) | C     | Toninho Cruz    |
| -  | Portogallo (bandiera) | C     | Vermelinho      |
| -  | Portogallo (bandiera) | A     | Fernando Gomes  |
| -  | Portogallo (bandiera) | A     | Paulo Futre     |
| -  | Algeria (bandiera)    | D     | Rabah Madjer    |
| -  | Brasile (bandiera)    | A     | Juary           |
| -  | Portogallo (bandiera) | A     | Paulo Ricardo   |
| -  | Brasile (bandiera)    | A     | Casagrande      |